# Ломонос техасский
Ломонос техасский или клематис техасский (лат. Clematis texensis) — красиво цветущий полукустаник, вид растения семейства Лютиковые (Ranunculaceae). Эндемик плато Эдуардс в Техасе.

## Этимология
Русское название рода «ломонос» произошло от способности волосков плодов-семянок ломоноса восточного (Clematis orientalis) попадать в нос человека и вызывать неприятные ощущения. По другим источникам название рода связвно с неприятным запахом некоторых видов. 
Латинское научное название рода Clématis происходит от др.-греч. κληματίς, clēmatís — «вьющееся растение», что в свою очередь образовано от  др.-греч. κλήμα, klḗma — «веточка, росток, усик». В садоводстве (и в русском языке) закрепилась неверная форма ударения в научном названии рода — клема́тис.
Видовой эпитет дан по месту произрастания.

## Ботаническое описание
Вьющееся многолетнее растение с красноватыми побегами. Сложные листья с овальными листочками 7,5 см. Часть листьев превращена в усики. В отличие от других ломоносов, этот травянистый и отмирает зимой. Цветет с середины весны до середины лета тюльпанообразными красными цветами с толстыми лепестками. Плод — мохнатая коробочка.

## Распространение и среда обитания
Растет в Техасе (США).

## Практическое использование
Выращивается как декоративное растение. Имеет культурные сорта.

## Галерея

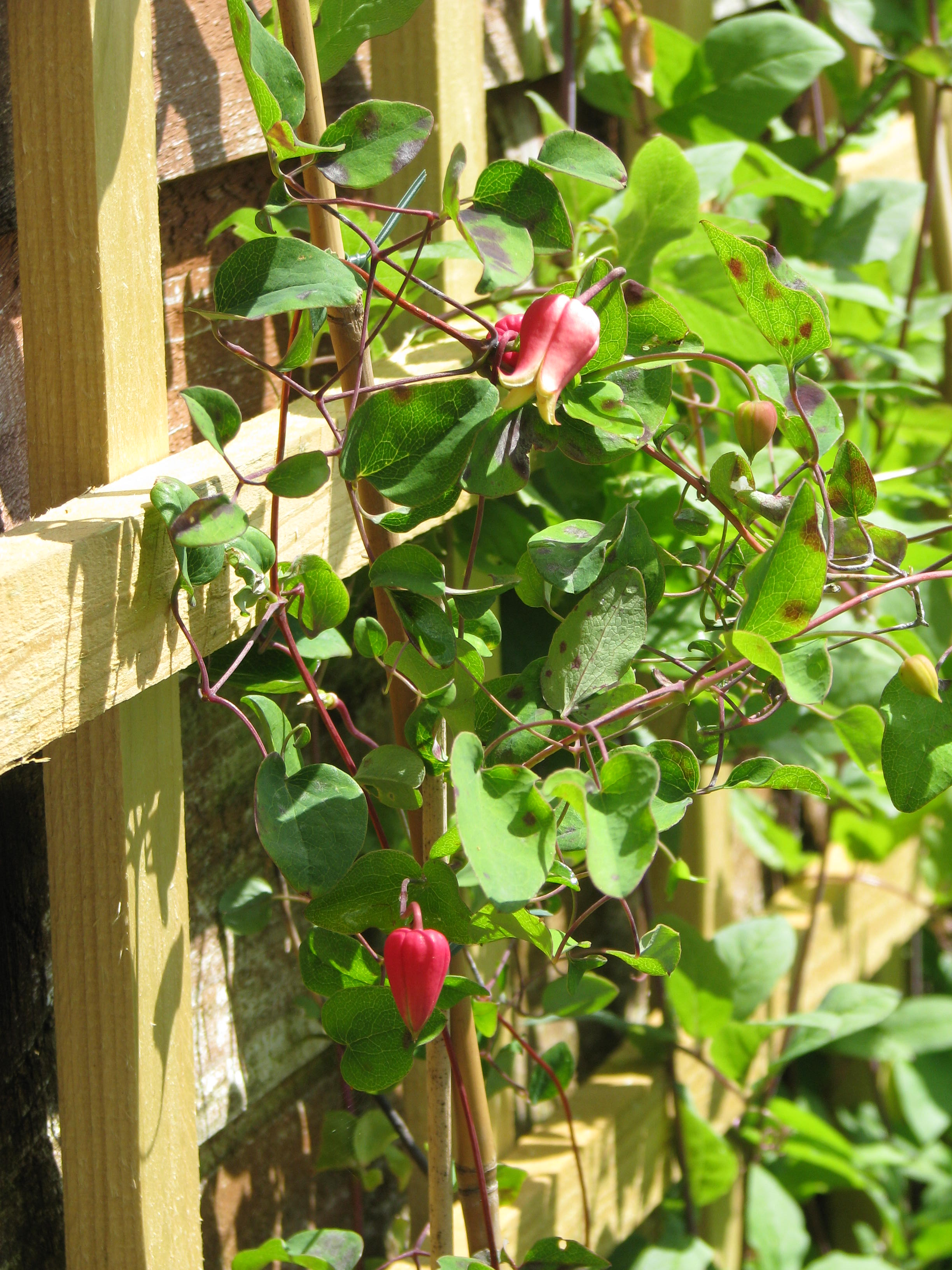
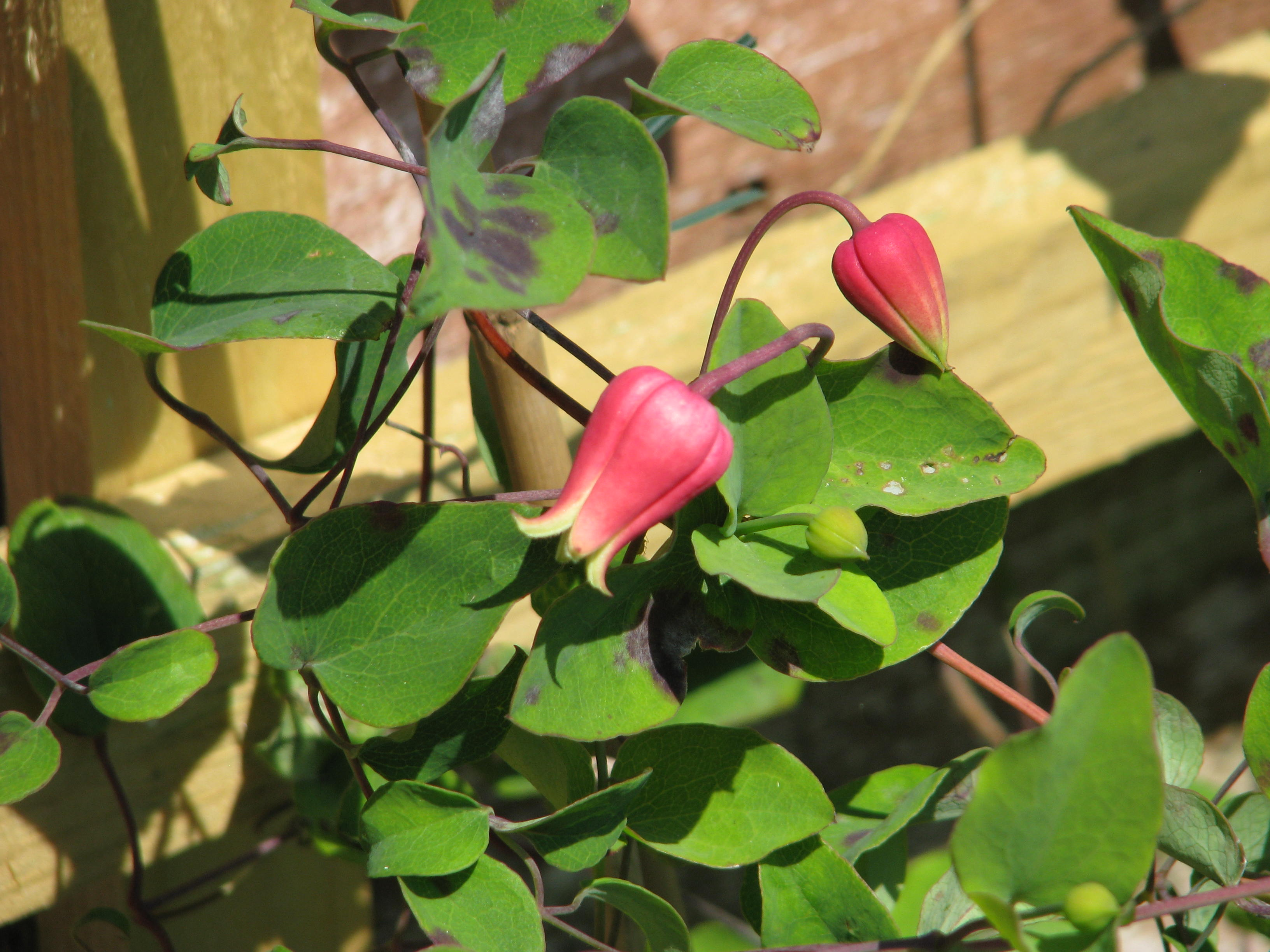
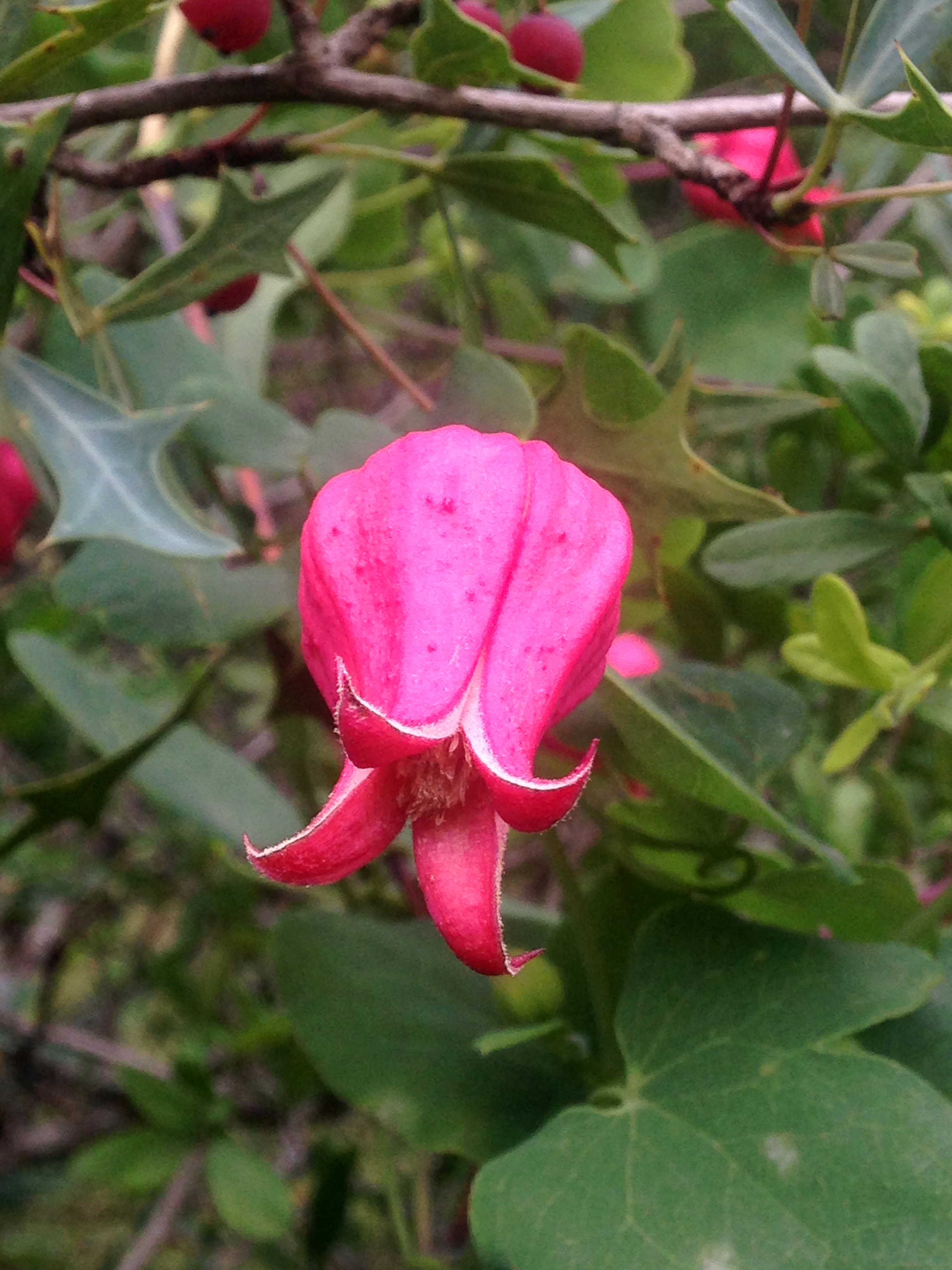